# Hydriomena banavahrata
Hydriomena banavahrata là một loài bướm đêm trong họ Geometridae.